# Cefeida
A Cefeida-típusú változó vagy cefeida a pulzáló változócsillagok egyik fajtája, jellemzően 4-5 naptömegű, vagy nehezebb sárga szuperóriás csillag, mely színét, fényerejét (0,5-1,7 magnitúdóval) és átmérőjét (10-20%-kal) néhány napos-néhány hetes periódussal változtatja. Változási periódusa és abszolút fényessége között összefüggés van, így standard gyertyaként felhasználható. A változótípus névadója és prototípusa a δ Cephei, amelynek fényváltozásait John Goodricke fedezte fel 1784-ben.
A fényességváltozás periódusa és a fényesség közötti összefüggés miatt, melyet Henrietta Swan Leavitt fedezett fel 1912-ben, a cefeida változókat standard gyertyaként  lehet használni az őket tartalmazó csillaghalmaz vagy galaxis távolságának a meghatározásánál. Mióta az összefüggést a közeli cefeidák mérésével pontosítani lehetett, az ezzel a módszerrel kiszámított távolságok a lehető legpontosabbak. Mivel a cefeidák szuperóriások, nagy fényességük miatt viszonylag nagy távolságok mérésére (napjainkban akár 100 millió fényévig) is alkalmasak mintegy 10-20%-os hibával.

## Leírás
Egy cefeida általában első populációs sárga óriás csillag, amely tágulással és összehúzódással pulzál. Ennek eredményeként a fényességben szabályos oszcilláció lép fel. A cefeidák luminozitása a Napénál 103 – 104-el nagyobb. Mivel a cefeidák nagy része első populációs, ezeket I. típusú cefeidáknak nevezzük. A hasonló, de második populációhoz tartozó W Virginis változócsillagok a II. típusú cefeidák.
A cefeidák pontos tömege adott fényességgel vagy periódussal még nem ismert, de a csillagászok remélik, hogy a Polaris rendszer újonnan felfedezett harmadik csillaga adatokkal szolgálhat ehhez.
Néhány cefeida (mint a Polaris) periódusa néhányszor tíz év alatt csökkenést mutat. Nagy látszólagos fényességű cefeidák, amelyek már szabad szemmel is megfigyelhetők: δ Cephei, η Aquilae, ζ Geminorum, β Doradus.
Változásuk oka az, hogy a magjukból kijutó sugárzást a külső rétegek elnyelik, ettől felmelegednek és kitágulnak. Így viszont kevesebb sugárzást tudnak elnyelni, emiatt lehűlnek és összehúzódnak, majd a folyamat kezdődik elölről. A fényelnyelés csillagászatban alkalmazott jeléről (κ) az ilyen jellegű periodikus folyamatot kappa-folyamatnak hívják.

## Viszonyítási pont
A cefeida változók luminozitása és változási periódusa közötti összefüggés elég pontos és már egy évszázada használják viszonyítási pontként. Az összefüggést Henrietta Swan Leavitt fedezte fel 1912-ben. Több száz a Nagy Magellán-felhő cefeidáiról készített fotót tanulmányozott át és itt fedezte fel a periódus-fényesség összefüggést. Egy három napos periódusú cefeida luminozitása nagyjából 800-szor nagyobb a Napnál, a 30 napos periódusú cefeidáé pedig már a Nap luminozitásának a 10 000-szerese. A léptéket a közeli cefeidák mérésével pontosították, amelyeknek a távolságát más módszerrel már ismerték. A nagy luminozitás és a pontos távolságmeghatározás miatt a cefeidák ideális viszonyítási pontok a csillaghalmazok és a galaxisok távolságának mérésénél. Természetesen van kisebb eltérés, mert nem tudjuk a cefeida pontos helyét a halmazon vagy a galaxison belül, de a hiba nem túl nagy ilyen méréseknél.
A negyvenes években Walter Baade jött rá, hogy két fajta cefeida változó van. Felfedezte, hogy vannak az úgynevezett klasszikus cefeidák és a II. típusú cefeidák.
A nagy luminozitásnak köszönhetően a cefeidák nagy távolságból is látszanak. Edwin Hubble először az Androméda-ködben talált cefeidákat, amelyek bizonyították az akkor még nem teljesen elfogadott extragalaktikus távolságokat. Napjainkban a Hubble-űrtávcső már 60 millió fényévre, a Virgo-halmazban lévő cefeidákat is azonosított.

### Periódus-fényesség összefüggés
A Cefeida változók periódusa (P) és abszolút fényessége (Mv) közötti összefüggés:
{\displaystyle M_{v}=-2,76\log(P)-1,4\,}
Az összefüggést olyan cefeidák adatai alapján állították fel, amelyek távolságát más módszerekkel határozták meg.

## Ultrahosszú periódusú cefeidák
Az ultrahosszú periódusú (angolul Ultra Long Period, ULP) cefeidák a cefeidákhoz megfigyelt tulajdonságaikban hasonló, de fizikai paramétereikben azoktól inkább eltérő változócsillagok. Periódusuk 80-180 nap közötti, hőmérsékletük (a cefeidákra jellemző periodikus változásokkal ellentétben) folyamatosan csökken, tömegük igen nagy, 12-20 naptömeg. Mivel a cefeidák periódus-luminozitás függvényétől eltérően viselkedtek, korábban nem használták őket távolságmérésre, később sikerült külön, rájuk vonatkozó összefüggést megállapítani, így kozmikus távolságmérésekben a cefeidáknál mintegy háromszor messzebb (körülbelül 300 millió fényévig) 10–20%-os hibával alkalmazhatóak távolságmérésre.